# Maciej Serwatowski
Maciej Zenon Serwatowski herbu Jastrzębiec (ur. 1836 w Odessie, zm. 23 stycznia 1902 we Lwowie) – poseł do Sejmu Krajowego Galicji III kadencji (1872–1876), właściciel dóbr Rajtarowicei Sadkowice.
Był synem Wojciecha i Sabiny Podlodowskiej, bratem Teodora Alfreda. W latach 1845–1847 uczył się w gimnazjum Jezuitów w Tarnopolu następnie studiował w Szkole Rolniczej w Wiedniu. Brał udział w powstaniu styczniowym będąc delegatem Rządu Narodowego po upadku powstania więziony w Przemyślu. W latach 1871–1896 był członkiem Rady Powiatowej w Samborze. W latach 1871–1874 był członkiem Wydziału Powiatowego a w latach 1891-1900 prezesem Wydziału Powiatowego w Samborze. W 1898 został wybrany do zarządu Kasy Oszczędnościowo-Powiatowej w Samborze. 15 września 1874 został członkiem Wydziału Krajowego we Lwowie zasiadał w departamencie sanitarnym
29 października 1872 wybrany posłem Sejmu Krajowego w I kurii obwodu Sambor, z okręgu wyborczego  na miejsce Leszka Dunina Borkowskiego. 16 listopada 1873 został sekretarzem sejmowym, zasiadał w komisji petycji i edukacji. W Sejmie zabierał glos w sprawie organizacji zakładów leczniczych i szpitali oraz w 1875 w sprawie powstania i organizacji Zakładu dla Chorych Umysłowych na Kulparkowie, w której mieli być leczeni pacjenci z całej wschodniej Galicji. W latach 1868–1901 należał do Galicyjskiego Towarzystwa Kredytowego Ziemskiego. Od momentu powstania Członek i działacz Galicyjskiego Towarzystwa Gospodarskiego, członek jego Komitetu (20 czerwca 1873 - 24 czerwca 1874). W swoim majątku w Rajtarowicach uruchomił wytwórnie tkacką. W 1877 był współorganizatorem wystawy rolno-przemysłowej we Lwowie. W kwietniu 1895 został wybrany jednogłośnie prezesem Towarzystwo Gimnastycznego „Sokół” w Samborze. Nie założył rodziny, pochowany został 25 stycznia 1902 na Cmentarzu Łyczakowskim we Lwowie.